# Річкові раки
Річкові раки (Astacoidea) — надродина прісноводних раків. Містить дві родини: Astacidae і Cambaridae. Також назву Річкові раки іноді вживають у відношенні до іншого інфраряду, Parastacoidea, який містить єдину родину Parastacidae.